# Cirey-lès-Mareilles
Cirey-lès-Mareilles är en kommun i departementet Haute-Marne i regionen Grand Est (tidigare regionen Champagne-Ardenne) i nordöstra Frankrike. Kommunen ligger i kantonen Andelot-Blancheville som tillhör arrondissementet Chaumont. År 2022 hade Cirey-lès-Mareilles 152 invånare.

## Befolkningsutveckling
Antalet invånare i kommunen Cirey-lès-Mareilles
| Referens: INSEE |